# Батальйон «Сибір»
Батальйон «Сибір» (рос. Батальон «Сибирь») також «Сибірський батальйон» — підрозділ збройних сил України що комплектується представниками корінних народів Росії.
У батальйоні служать громадяни РФ, які приїхали до України й вступили до лав ЗСУ. Батальйон «Сибір» є частиною регулярної української армії. Перед підписанням контракту вони проходять ретельну перевірку, яка може тривати до року. У батальйон не набирають полонених російських солдатів.
Серед бійців є як етнічні росіяни, так і буряти та якути. Представники цих народів у батальйоні заявляли, що прагнуть незалежності від Росії та бачать перемогу України як крок до реалізації своєї мети.

## Участь у бойових діях

### 2024
З 12 березня Сибірський батальйон з РДК та ЛСР проводили рейд у Бєлгородській і Курській областях РФ. В ГУР заявили, що ці угруповання діяли на територїї РФ автономно, як самостійні структури, виконуючи власні задачі.
З 17 березня батальйон із добровольцями Ічкерії зайшов до населеного пункту Горьковський у Бєлгородській області, захопивши будівлю місцевої адміністрації.

## Втрати
- 5 жовтня 2024 — Дадін Ільдар Ільдусович. 14 квітня 1982, Желєзнодорожний, Московська область. Загинув у бою з російськими військами у Харківській області під час артилерійського обстрілу [10][11].